# Paolina (nome)
Paolina  è un nome proprio di persona italiano femminile.

## Varianti
- Ipocoristici: Lina[2]
- Maschili: Paolino[1][3][4]

### Varianti in altre lingue
- Ceco: Pavlina[2]
- Danese: Pauline[2]
- Finlandese: Pauliina[2]
- Francese: Pauline[2]
- Inglese: Paulina[2]
  - Ipocoristici: Lina[2]
- Latino: Paulina[2], Pauline[2]
- Lituano: Paulina[2]
- Macedone: Павлина (Pavlina)[2]
- Norvegese: Pauline[2]
- Olandese: Paulien[2]
  - Ipocoristici: Lien[2]
- Polacco: Paulina[2]
- Portoghese: Paulina[2]
- Slovacco: Paulína[2]
- Sloveno: Pavlina[2]
- Spagnolo: Paulina[2]
- Svedese: Paulina[2], Pauline[2]
- Tedesco: Pauline[2]

## Origine e diffusione
Risale al cognomen romano Paulina, femminile di Paulinus, derivato da Paulus (Paolo) come patronimico (ossia "discendente di Paolo", "relativa a Paolo"). Ad oggi, comunque, viene usato come semplice diminutivo di Paola.
A partire dal 1800, il nome ha goduto di buona diffusione grazie alla notorietà di Paolina Bonaparte, la sorella di Napoleone. Il nome russo, bulgaro e ucraino Polina potrebbe essere un derivato di Paolina.

## Onomastico
L'onomastico si può festeggiare in memoria di più sante, alle date seguenti:
- 14 marzo, santa (o beata) Paolina di Turingia, fondatrice del monastero di Paulinzella a Rottenbach[5][6]
- 30 aprile, beata Pauline von Mallinckrodt, fondatrice delle Suore della carità cristiana[5]
- 6 giugno, santa Paolina, martire a Roma con i genitori Artemio e Candida[5][6][7]
- 9 luglio, santa Paolina Visintainer, fondatrice delle Piccole suore dell'Immacolata Concezione[5]
- 2 dicembre, santa Paolina, martire a Roma sotto Valeriano[6]
- 31 dicembre, santa Paolina, vergine e martire a Roma[5][6]

## Persone

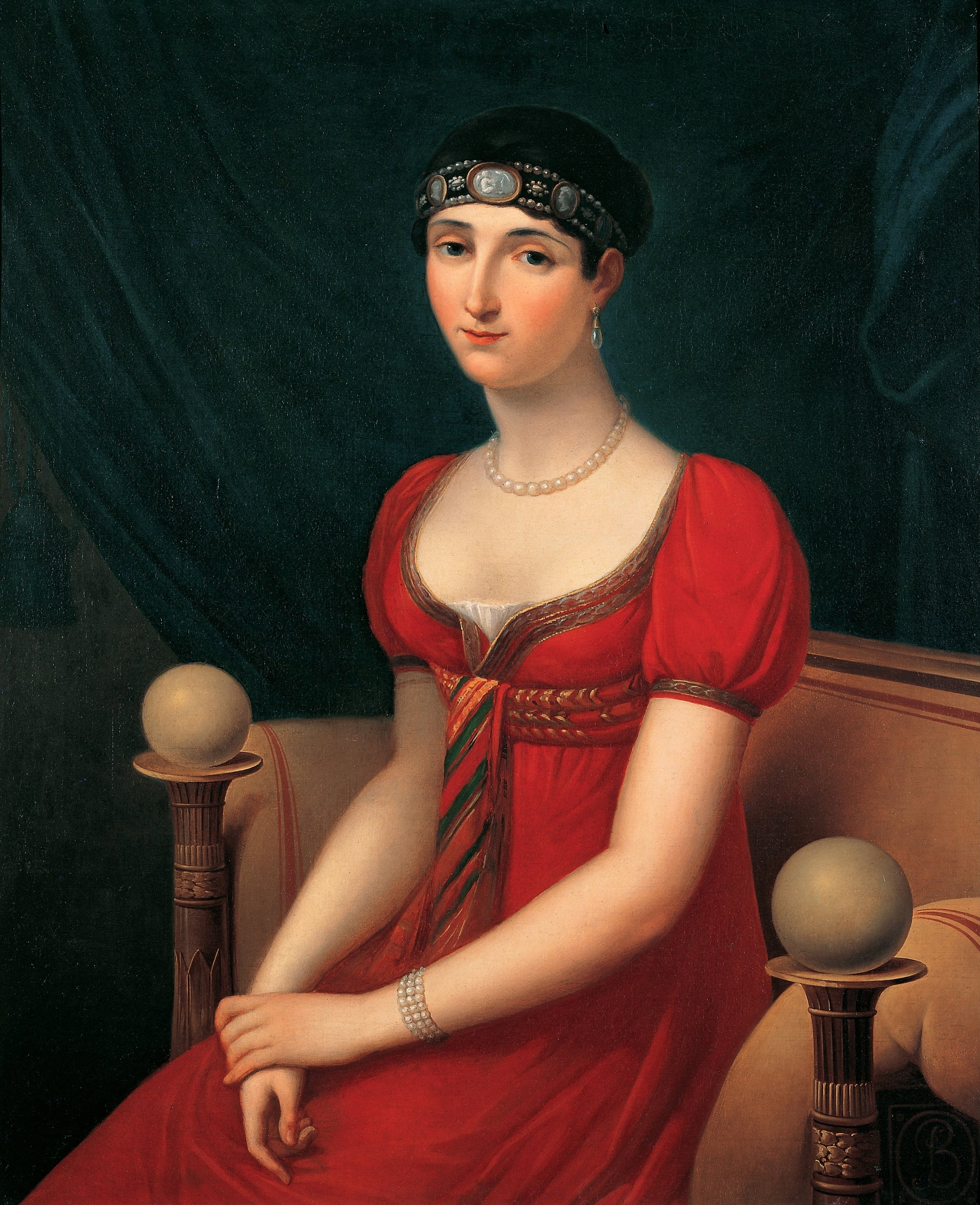
Paolina Bonaparte

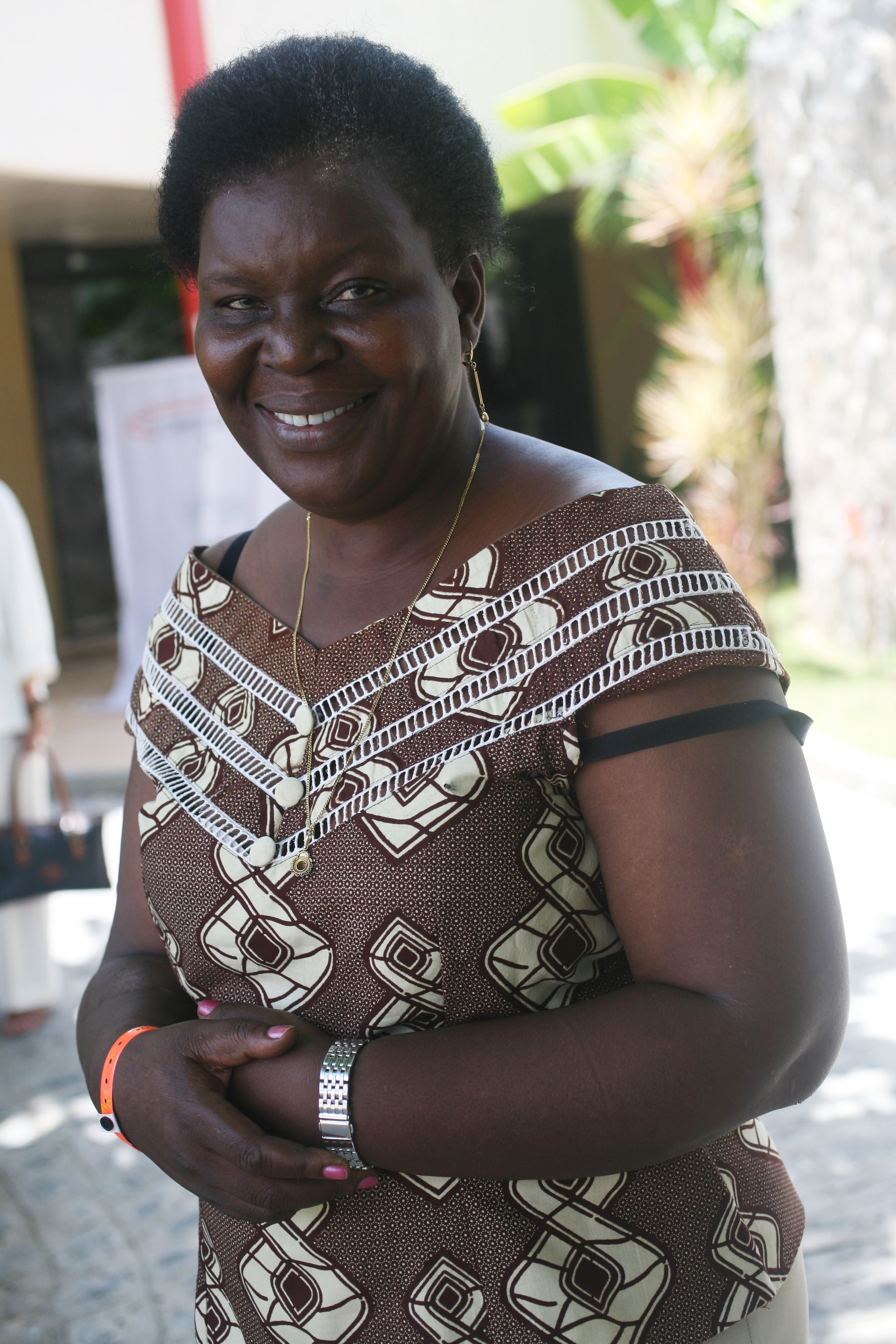
Paulina Chiziane

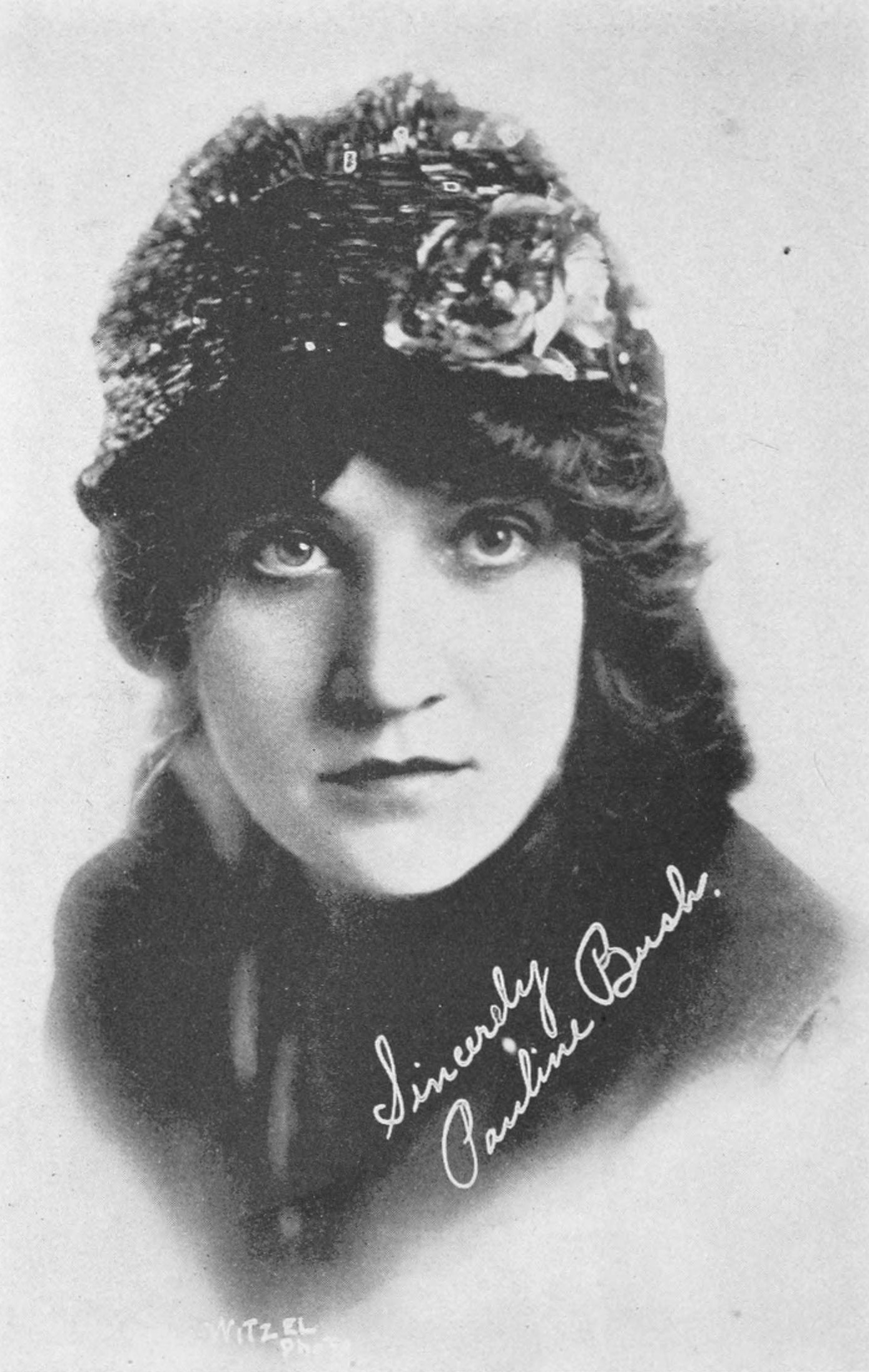
Pauline Bush

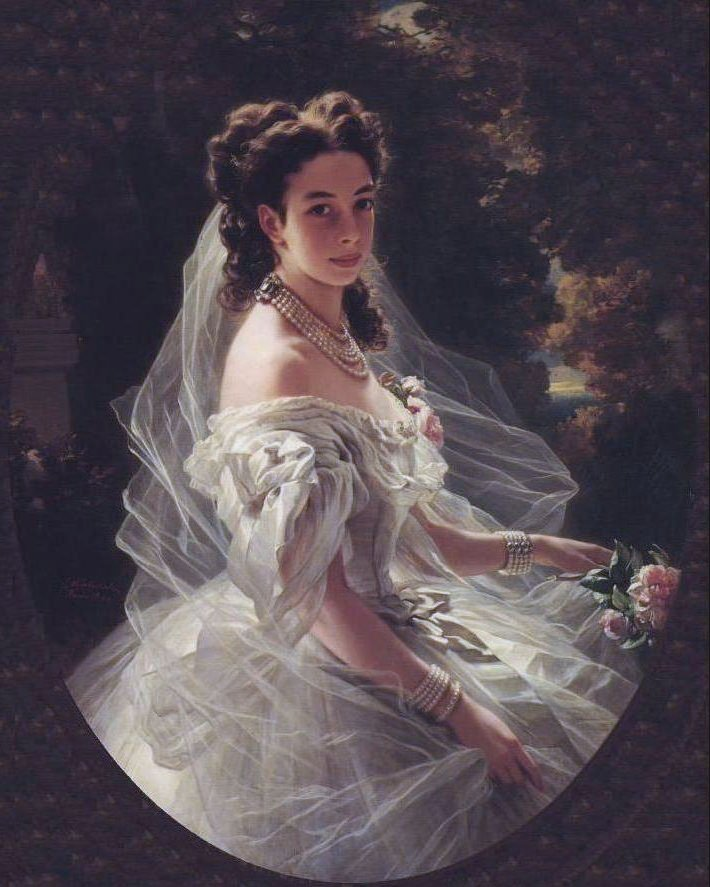
Pauline von Metternich

- Domizia Paolina, madre dell'imperatore Adriano
- Elia Domizia Paolina, sorella dell'imperatore Adriano
- Giulia Serviana Paolina, della dinastia degli Antonini
- Paolina di Anhalt-Bernburg, principessa consorte di Lippe
- Paolina di Sagan, principessa consorte di Hohenzollern-Hechingen
- Paolina di Sassonia-Weimar-Eisenach, moglie di Carlo Augusto di Sassonia-Weimar-Eisenach
- Paolina di Waldeck e Pyrmont, principessa consorte di Bentheim e Steinfurt
- Paolina di Württemberg, regina consorte di Württemberg
- Paolina di Württemberg, duchessa di Nassau
- Paolina Olga di Württemberg, principessa di Wied
- Paolina Bonaparte, sorella di Napoleone Bonaparte
- Paolina Leopardi, sorella di Giacomo Leopardi
- Paolina Secco Suardo, poetessa italiana
- Paolina Visintainer, religiosa e santa italiana

### Variante Paulina
- Paulina Boenisz, pentatleta polacca
- Paulina Chávez, attrice statunitense
- Paulina Chiziane, scrittrice mozambicana
- Paulina Gálvez, modella colombiana
- Paulina Gálvez, attrice cilena
- Paulina García, attrice cilena
- Paulina Grassl, sciatrice alpina svedese
- Paulina Maj, pallavolista polacca
- Paulina Rubio, cantante e attrice messicana
- Paulina Vega, modella colombiana

### Variante Pauline
- Pauline Auzou, pittrice francese
- Pauline Betz, tennista statunitense
- Pauline Bush, attrice statunitense
- Pauline Collins, attrice britannica
- Pauline Curley, attrice statunitense
- Pauline Frederick, attrice statunitense
- Pauline Marie Jaricot, religiosa francese
- Pauline Johnson, scrittrice canadese
- Pauline Macabies, biatleta e fondista francese
- Pauline Roland, attivista francese
- Pauline Starke, attrice statunitense
- Pauline Viardot, mezzosoprano, pianista e compositrice francese
- Pauline von Mallinckrodt, religiosa tedesca
- Pauline von Metternich, aristocratica austriaca

### Altre varianti
- Pauliina Aalto, giocatrice di bowling finlandese
- Pavlina Filipova, sciatrice nordica bulgara
- Pavlína Pořízková, supermodella e attrice ceca
- Pavlina R. Tcherneva, economista statunitense

## Il nome nelle arti
- Paolina è un personaggio della tragedia di Pierre Corneille Poliuto.
- Pauline è un personaggio del romanzo di Honoré de Balzac La pelle di zigrino.
- Pauline è un romanzo di George Sand, scritto tra il 1832 e il 1839.
- Pauline è un personaggio della serie di videogiochi Donkey Kong.
- Pauline Cushman è un personaggio del film del 1913 Pauline Cushman, the Federal Spy, diretto da Oscar Eagle.
- Pauline Jentzsch è un personaggio della soap opera Tempesta d'amore.